# Peter Hendriks (voetballer, 1980)
Peter Joan Willem Hendriks (Nijmegen, 1 februari 1980) is een Nederlands voormalig voetballer die als middenvelder en later als verdediger speelde.
Hendriks begon in de jeugd bij N.E.C. en kwam in het seizoen 1998/99 bij de selectie van het eerste elftal. Hij debuteerde op 2 mei 1999 in de thuiswedstrijd tegen FC Utrecht. Tot 2001 speelde hij in totaal zeven wedstrijden in de Eredivisie en één in het toernooi om de KNVB Beker voor de club uit Nijmegen. Hierna stapte Hendriks over naar Achilles '29 uit Groesbeek dat in de Hoofdklasse speelde. In het seizoen 2010/11 speelde Hendriks met Achilles in de Topklasse en verloor hij aanvankelijk zijn basisplaats als middenvelder. Als verdediger werd hij wederom basisspeler maar hij stopte na dit seizoen met voetballen.
Na één seizoen besloot hij weer te gaan voetballen bij VV Trekvogels, maar in een vriendenelftal.

## Erelijst
Zondag Hoofdklasse C
Kampioen in 2006, 2008
Districtsbeker Oost
Winnaar in 2008, 2011
KNVB beker voor amateurs
Winnaar in 2011